# Krystyna Borecka
Krystyna Maria Borecka (ur. 1948 we Włoszczowie) – polska chemik, specjalizująca się w chemii ogólnej, chemii środowiska, dydaktyce chemii oraz dydaktyce przedmiotowej, nauczyciel akademicki, związana z Uniwersytetem Opolskim.

## Życiorys
Urodziła się w 1948 roku we Włoszczowie w województwie świętokrzyskim jako drugie dziecko Mieczysława i Ludmiły Hubczeńków. W związku z tym, że jej ojciec udzielał się w Armii Krajowej, dla zatarcia śladów swojej konspiracyjnej przeszłości przed Urzędem Bezpieczeństwa musiał przenieść się z rodziną do Nowogardu na Pomorzu Zachodnim. Tam Krystyna Borecka spędziła swoje dzieciństwo. W 1959 po raz kolejny wraz z rodzicami przeniosła się do Opola. Uczęszczała do Liceum Ogólnokształcącego im. Mikołaja Kopernika, które ukończyła w 1967 pomyślnie zdanym egzaminem maturalnym.
Podjęła studia chemiczne na Wyższej Szkole Pedagogicznej w Opolu, które ukończyła z wyróżnieniem magisterium, napisanym pod kierunkiem prof. Barbary Rzeszotarskiej. Bezpośrednio po studiach została zatrudniona na swojej macierzystej uczelni jako asystent w Instytucie Chemii, wychodząc w tym samym czasie za mąż za swojego kolegę z roku, Józefa Boreckiego. Stopień naukowy doktora otrzymała w 1983 roku na Politechnice Warszawskiej. Jej promotorem był prof. Andrzej Górski. Przez kilka kolejnych lat przebywała na stażach naukowych za granicą. W 1994 roku otrzymała stopień doktora habilitowanego nauk chemicznych ze specjalnością dydaktyka chemii. Uzyskała stanowisko pełnego profesora na Uniwersytecie Opolskim oraz w Wyższej Szkole Zarządzania w Częstochowie.
W latach 1996–2002 jako druga kobieta w dziejach opolskiej uczelni pełniła funkcję prorektora ds. dydaktyki. W czasie jej kadencji na tym stanowisku udało się uruchomić nowy kierunek studiów, którym była ochrona środowiska. Podjęła także działania na rzecz promocji uniwersytetu. Przyczyniła się do utworzenia studiów magisterskich z zakresu administracji i socjologii. Wdrażała system ECTS oraz wprowadziła "nagrodę Quality" dla szczególnie wyróżniających się pracowników pod względem dydaktyki. Aktywnie angażowała się w procesy inwestycyjne na uczelni. Była kierownikiem Pracowni Edukacji Ekologicznej w Zakładzie Monitoringu i Zagospodarowania Przestrzennego Katedry Ochrony Powierzchni Ziemi Uniwersytetu Opolskiego.
Od 1997 roku była członkiem Uniwersyteckiej Komisji Akredytacyjnej i członkiem Komisji Nagród Polskiego Towarzystwa Chemicznego. Poza działalnością akademicką angażowała się w odbudowę kościoła franciszkanów w Opolu oraz działalność Duszpasterstwa Nauczycieli Akademickich. W roku 2001 została odznaczona Złotym Krzyżem Zasługi. 